# (313) Caldea
(313) Caldea es un asteroide perteneciente al cinturón de asteroides descubierto el 30 de agosto de 1891 por Johann Palisa desde el observatorio de Viena, Austria.
Está nombrado por Caldea, una antigua región del Cercano Oriente.